# 佩特里卡尼鄉
47°10′N 26°27′E / 47.167°N 26.450°E
佩特里卡尼鄉（羅馬尼亞語：Comuna Petricani, Neamț），是羅馬尼亞的鄉份，位於該國東北部，由尼亞姆茨縣負責管轄，面積31平方公里，海拔高度318米，2007年人口5,887，人口密度每平方公里190人。